# کتابخانه عمومی دیترویت

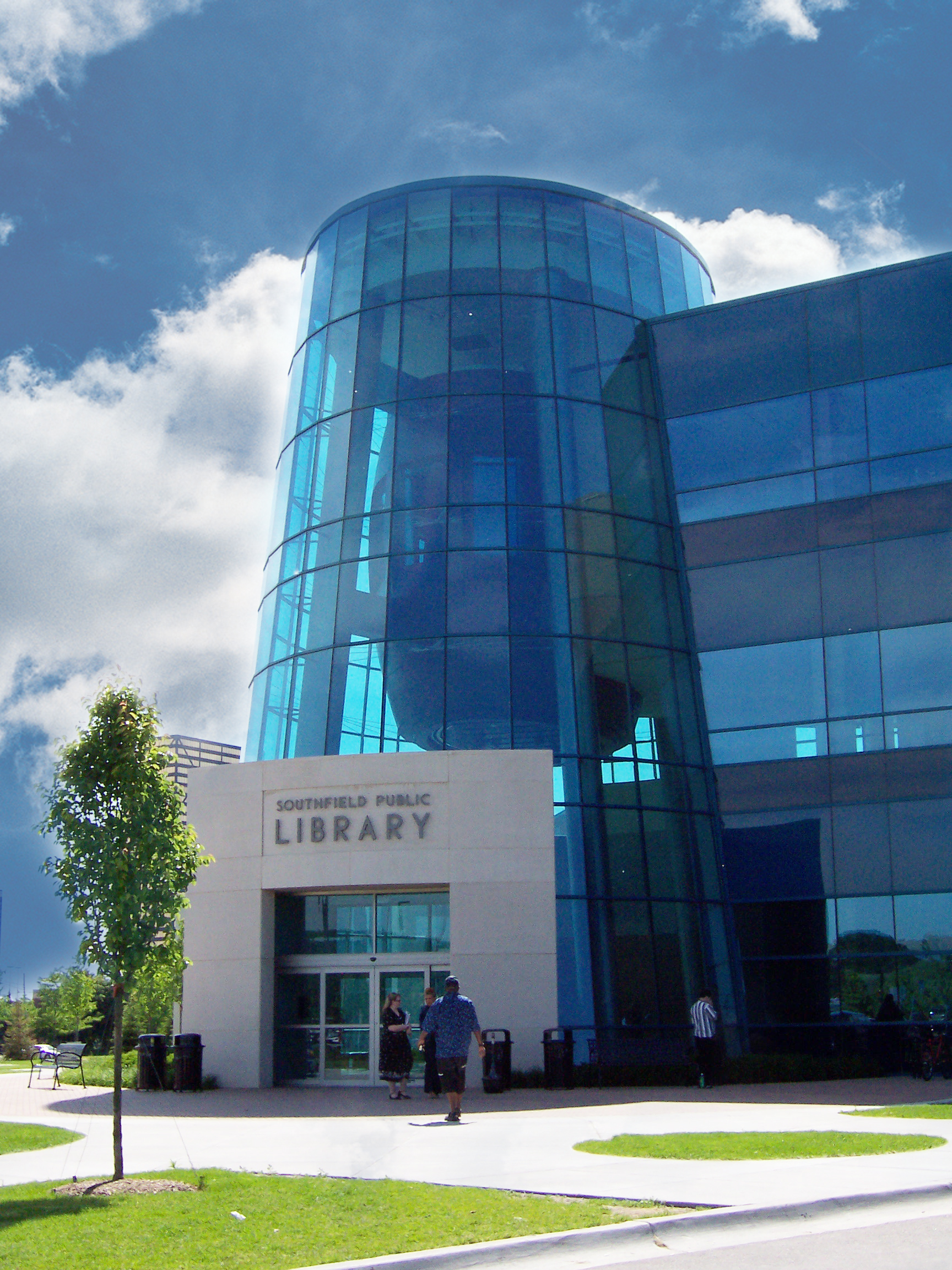

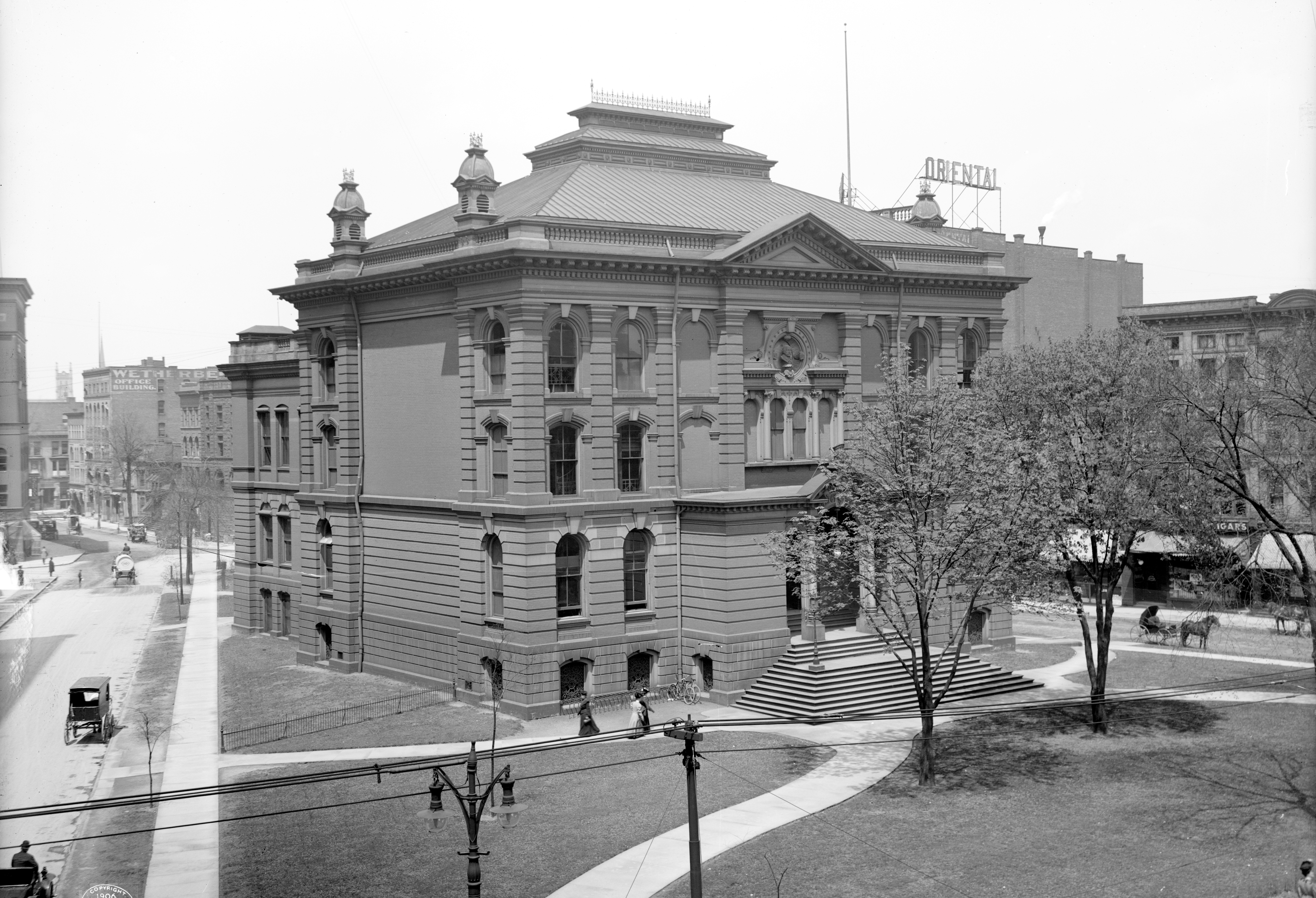
تاسیس یکی از شعب در ۱۸۷۲ میلادی

کتابخانه عمومی دترویت (به انگلیسی: Detroit Public Library) تأسیس ۱۸۶۹ نام یک سامانه کتابخانه‌ای بزرگ در ایالات متحده آمریکا است. این مؤسسه در دیترویت قرار دارد.
سیستم کتابخانه این مؤسسه با بیش از ۷٬۳۶۶٬۷۸۲ عنوان کتاب در زمره بزرگ‌ترین مراکز کتابخانه‌ای کشور آمریکا محسوب می‌شود.

## نگارخانه

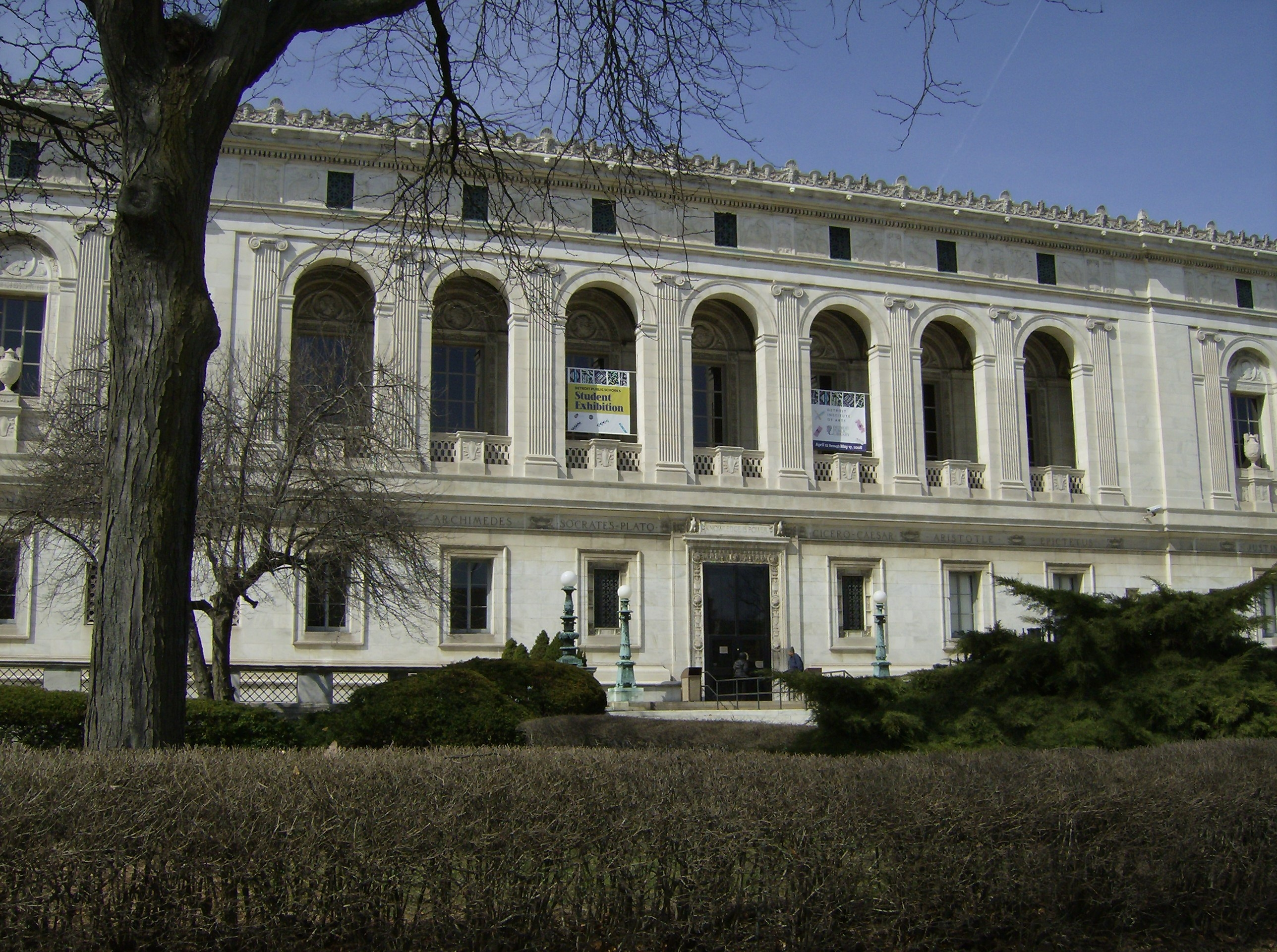
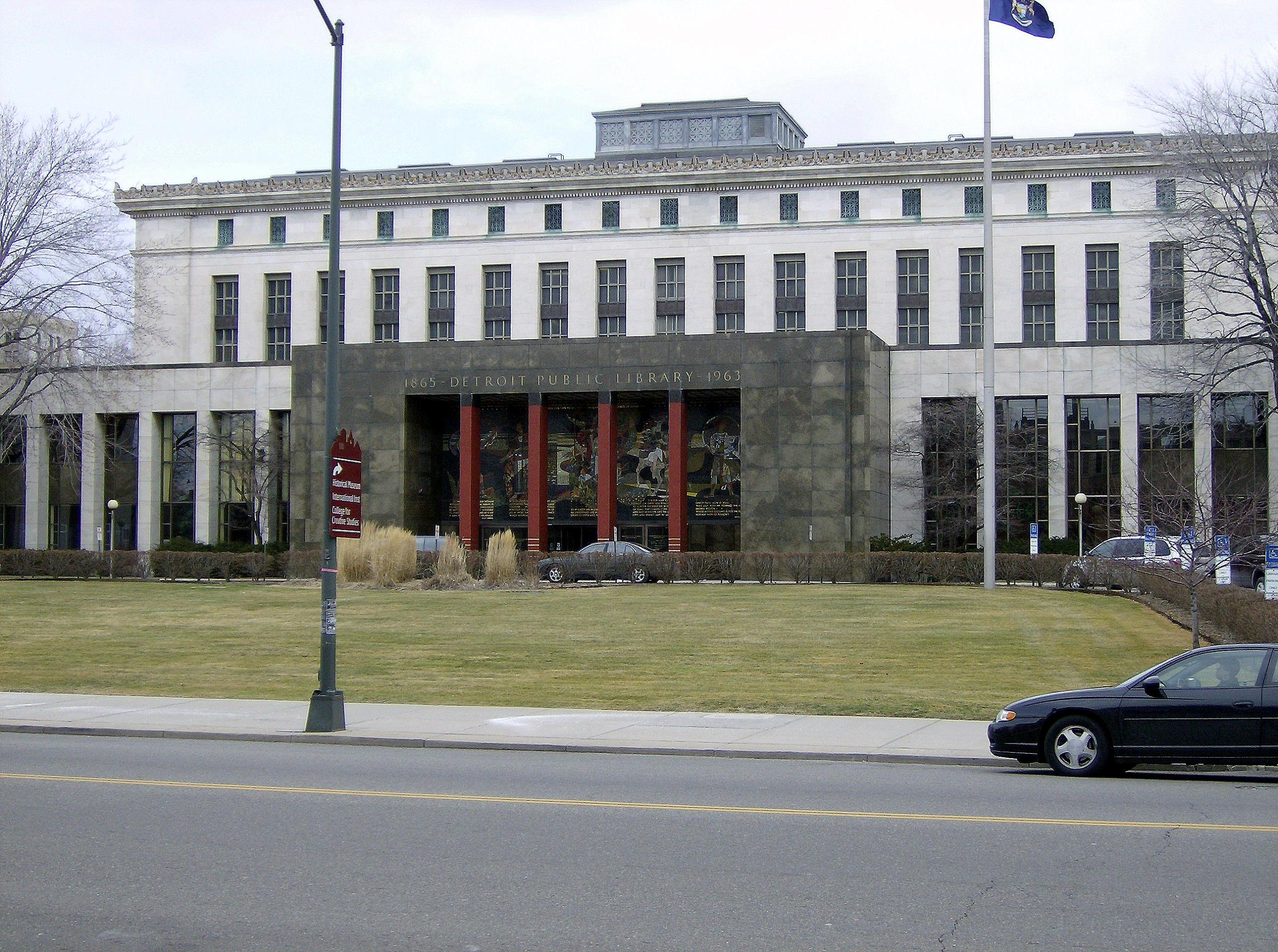
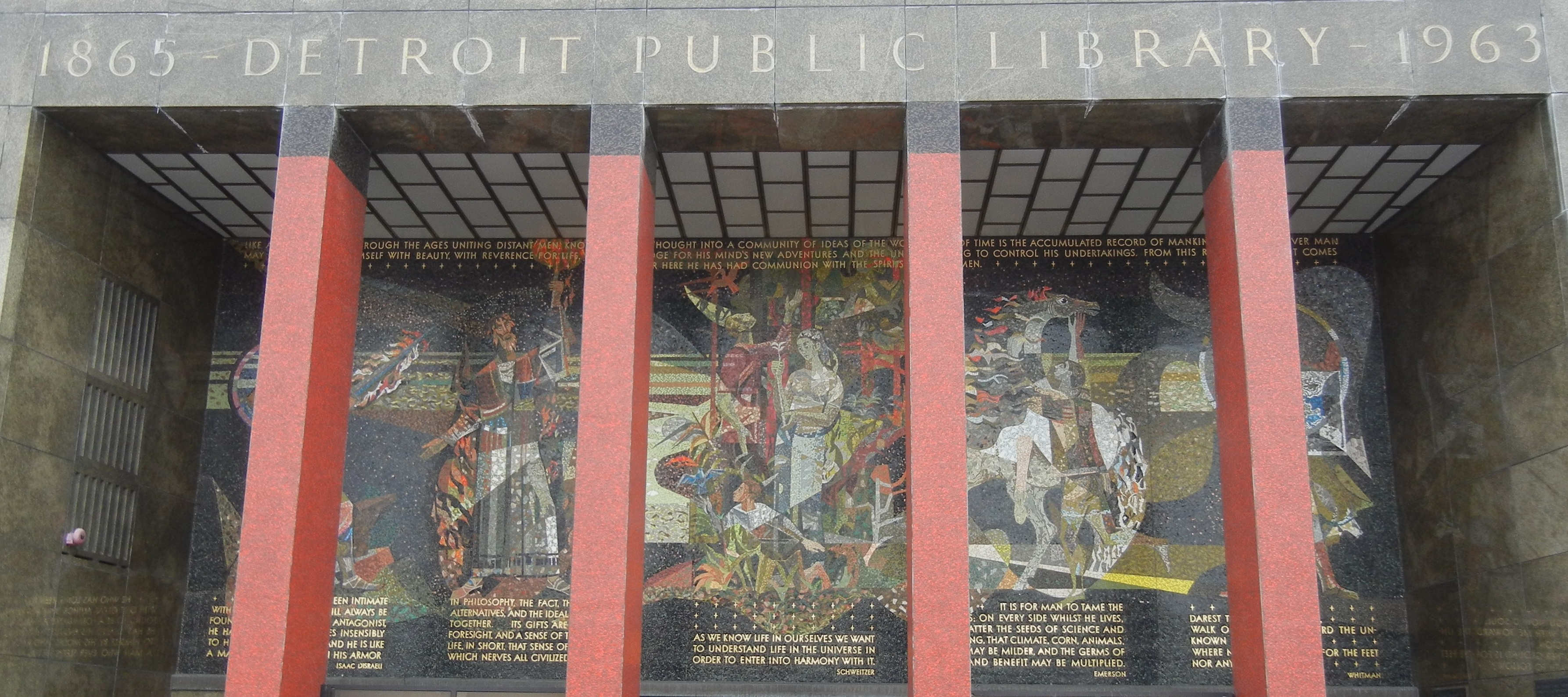
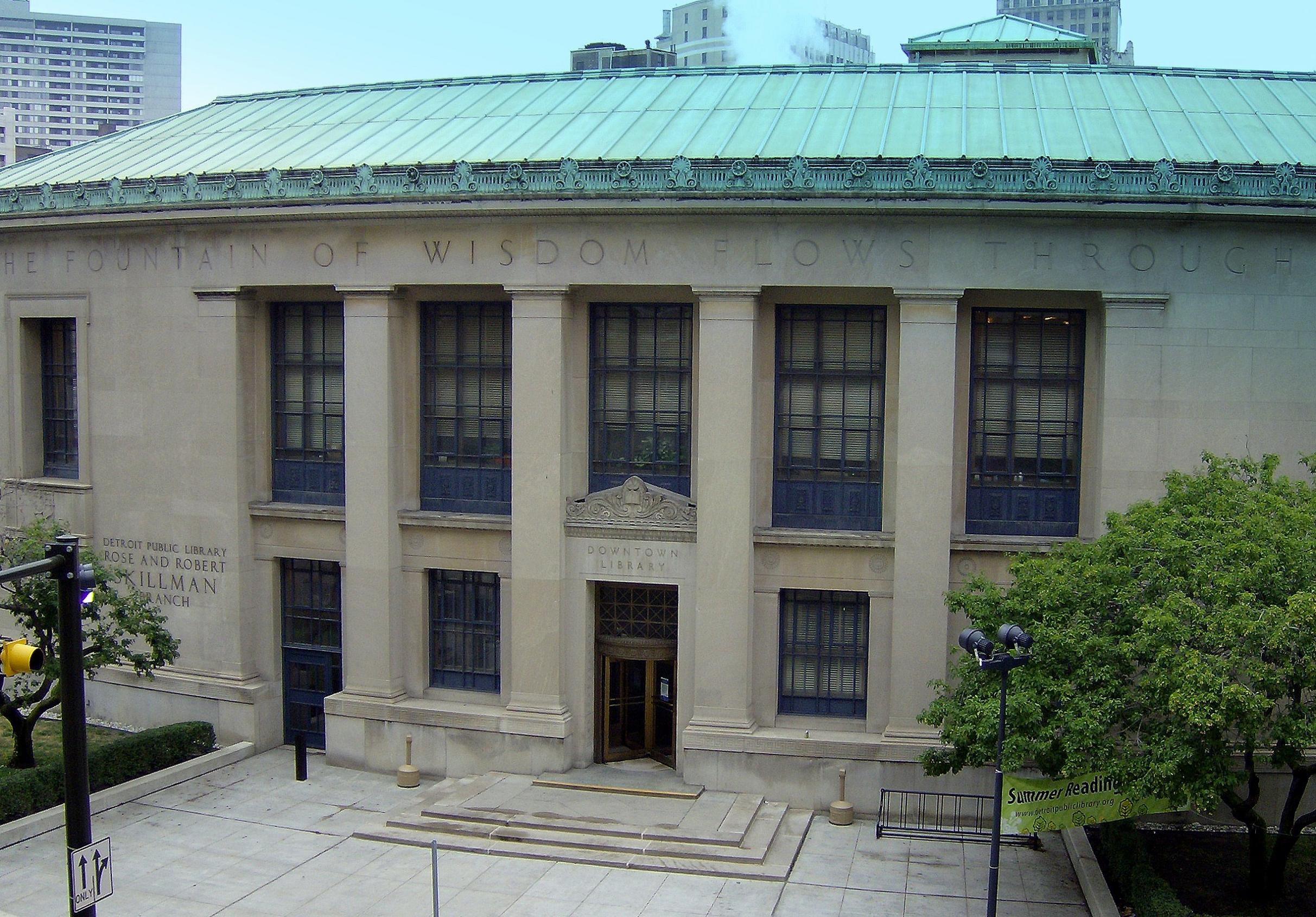
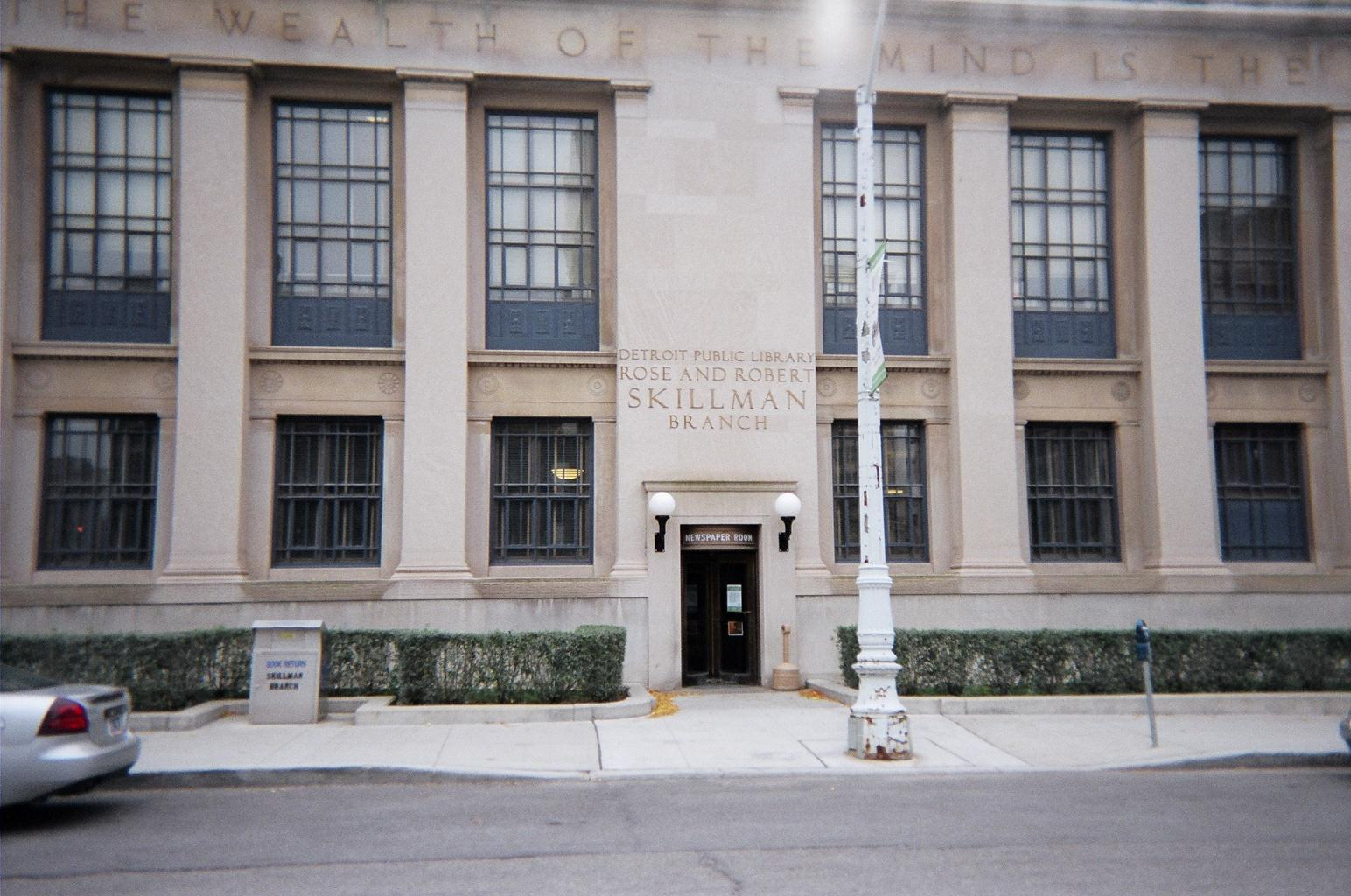
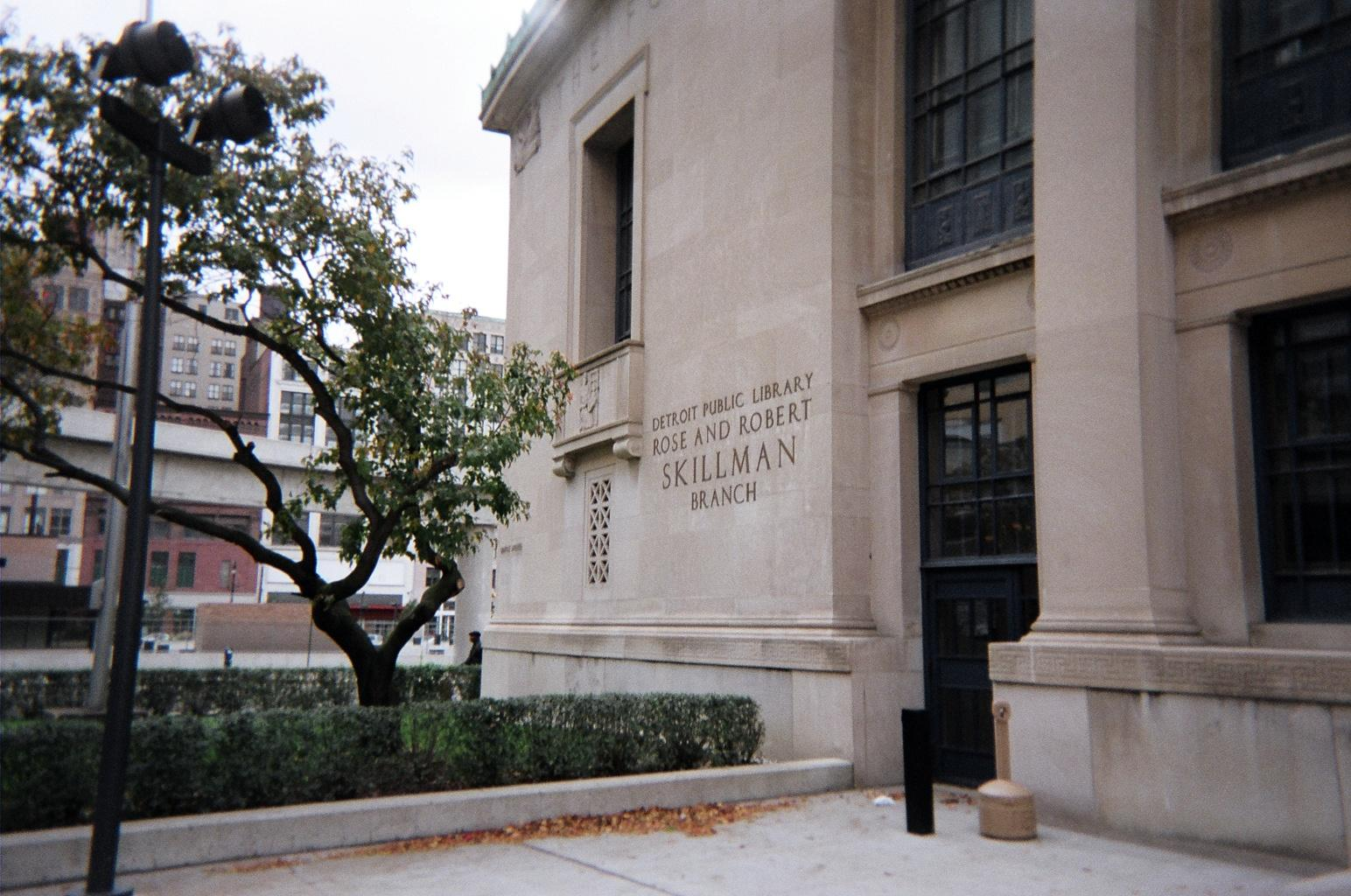
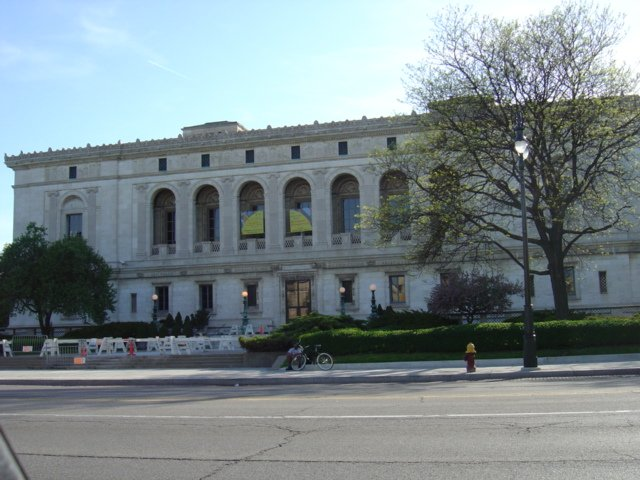